# Amts- und Landgerichtsgefängnis Landshut

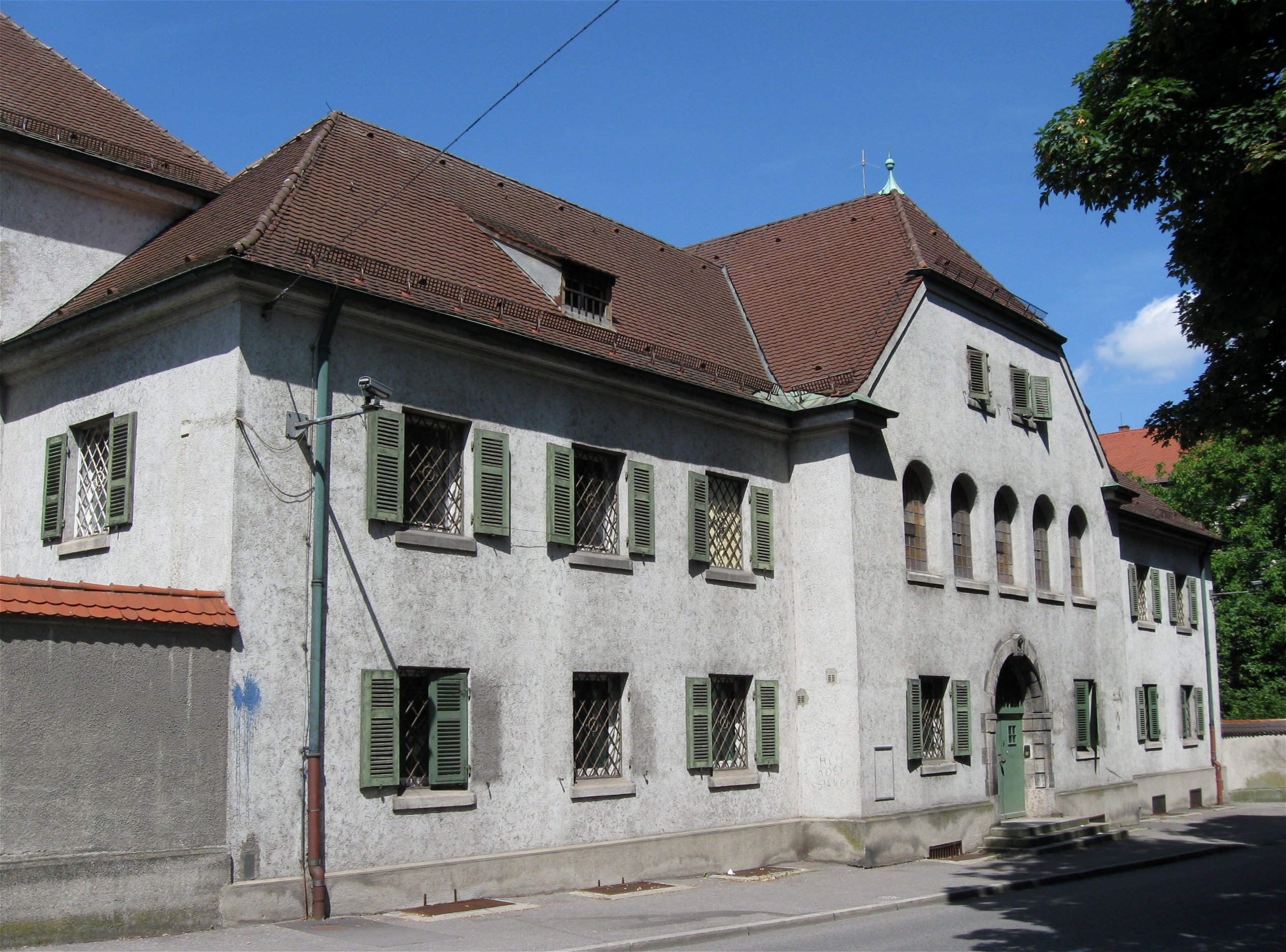
Amts- und Landgerichtsgefängnis Landshut (Kopfbau zur Inneren Münchener Straße)

Das Amts- und Landgerichtsgefängnis in Landshut, einer Stadt in Niederbayern, wurde von 1905 bis 1907 errichtet. Das ehemalige Gefängnis mit der Adresse Innere Münchener Straße 2 ist seit 2012 ein geschütztes Baudenkmal. Das Gebäude wurde bis 2008 als Justizvollzugsanstalt genutzt und durch den Neubau der Justizvollzugsanstalt Landshut ersetzt.

## Geschichte
Das Gebäude liegt innerhalb des Altstadt-Ensembles, direkt am südlichen Ende der Altstadt. Es wurde vor dem ehemaligen Münchener Tor errichtet. Der Neubau nach den Plänen des Landbauamtes Landshut ersetzte das alte Gefängnis in der Spiegelgasse. Bis in die zweite Hälfte des 20. Jahrhunderts war das Gefängnis ein Gerichtsgefängnis zum Vollzug von Untersuchungshaft und kürzeren Freiheitsstrafen.  

## Architektur
Der symmetrische Dreiflügelbau mit zweigeschossigem Mittelteil und fünfgeschossigen Zellentrakten wird von Walmdächern gedeckt und besitzt einen runden Eckturm. Die verputzten Ziegelbauten werden von einer Ringmauer aus Ziegelsteinen umgeben, deren Blendbögen ursprünglich offen und mit Gitterstäben versehen waren. Die Innenhöfe dienten  als Arbeits- und Spazierhof. An der vierten Seite schließt die Arbeitshalle das Areal ab. Im Kopfbau zur Inneren Münchener Straße befanden sich die Verwaltungs- und Küchenräume sowie das Ärzte- und Krankenzimmer. Die Kapelle war hier ebenso untergebracht. Der für die damalige Zeit moderne Gefängnisbau bot Platz für 180 Gefangene, die anfänglich von neun Mitarbeitern betreut wurden. Der Gefängnisbau erfüllte den damaligen Anspruch an hygienische und menschenwürdige Unterbringung von Gefangenen.